# Список эпизодов телесериала «В поле зрения»
В статье представлен список серий американского телесериала в жанре детективного боевика «В поле зрения» (англ. Person of Interest), производимого «Bad Robot Productions» и транслируемого по CBS. Премьера сериала состоялась 22 сентября 2011 года. 14 марта 2012 года сериал официально продлён на второй сезон, премьера которого состоялась 27 сентября 2012 года. 27 марта 2013 года сериал был продлён на третий сезон, премьера которого состоялась 24 сентября 2013 года, 13 марта 2014 года CBS продлил сериал на четвёртый сезон, который стартовал в США 23 сентября 2014 года.
11 мая 2015 года сериал продлен на пятый и заключительный сезон.

## Обзор
| Сезон | Сезон | Количество эпизодов | Премьера первого эпизода | Премьера последнего эпизода | Дата выхода на DVD и Blu-ray | Дата выхода на DVD и Blu-ray | Дата выхода на DVD и Blu-ray |
| Сезон | Сезон | Количество эпизодов | Премьера первого эпизода | Премьера последнего эпизода | Регион 1                     | Регион 2                     | Регион 4                     |
| ----- | ----- | ------------------- | ------------------------ | --------------------------- | ---------------------------- | ---------------------------- | ---------------------------- |
|       | 1     | 23                  | 22 сентября 2011         | 17 мая 2012                 | 4 сентября 2012              | 18 марта 2012                | 7 ноября 2012                |
|       | 2     | 22                  | 27 сентября 2012         | 9 мая 2013                  | 3 сентября 2013              | 31 марта 2014                | 16 октября 2013              |
|       | 3     | 23                  | 24 сентября 2013         | 13 мая 2014                 | 2 сентября 2014              | н/д                          | н/д                          |
|       | 4     | 22                  | 23 сентября 2014         | 5 мая 2015                  | н/д                          | н/д                          | н/д                          |
|       | 5     | 13                  | 3 мая 2016               | 21 июня 2016                | н/д                          | н/д                          | н/д                          |

## Список серий

### Сезон 1 (2011—2012)
| № | #  | Название                                | Режиссёр           | Сценарист                                                       | Дата показа в США | Зрители США (миллионы) |
| --- | -- | --------------------------------------- | ------------------ | --------------------------------------------------------------- | ----------------- | ---------------------- |
| 1 | 1  | «Пилот» «Pilot»                         | Дэвид Семел        | Джонатан Нолан                                                  | 22 сентября 2011  | 13.33                  |
| Джон Риз (Джеймс Кэвизел), бывший агент ЦРУ и солдат спецназа, превратившийся в бездомного алкоголика, ввязывается в драку с дерзкими подростками в вагоне метро. Детектив отдела расследований убийств Джосс Картер (Тараджи Хенсон) на основе анализа отпечатков пальцев Риза начинает подозревать, что тот виновен в ранее совершённых убийствах, однако, прежде чем она успевает выдвинуть против Риза обвинения, его освобождают из-под стражи. Главный герой знакомится с загадочным миллиардером, называющим себя Гарольд Финч (Майкл Эмерсон). Он является создателем программы нового поколения «Машины». После событий 11 сентября Финч создал программу, которая позволяет отследить огромное количество информации и выявить модели поведения или события, которые позволяют предотвратить очередную террористическую атаку. Эта программа также предоставляет информацию о человеке, который может быть в опасности: компьютер выдаёт лишь номер социального страхования человека, не уточняя, когда и где совершится преступление. Правительство посчитало преступления отдельных людей незначительными и не принимает никаких мер. Финч же хочет предотвращать преступления против простых людей и берёт себе в помощь Риза. Несмотря на то, что драйвера «Машины» недоступны, у Финча есть доступ к программе, и он предлагает Ризу работу, а также даёт ему шанс расследовать смерть девушки Риза, ведь её гибель была причиной затянувшейся депрессии бывшего сотрудника ЦРУ. Первая в списке, выданном «Машиной», — Диана Хансен, помощница окружного прокурора, которая работает над крупным делом об убийстве из-за наркотиков. Риз соглашается помочь и начинает следить за Дианой. Внезапно дело меняет поворот: Риз понимает, что помощница прокурора не жертва, а преступница, одна из членов банды продажных полицейских, которые планируют убить окружного прокурора Вилера. Одному из них, детективу Лайонелу Фаско (Кевин Чапмен) поручают убить Риза, когда тот становится на пути банды. Но когда Фаско везёт Риза заключённым на заднем сидении своей машины, тот освобождается и уже Риз имеет возможность убить Фаско, но сохраняет ему жизнь, чтобы иметь своего человека в полиции. Риз в то же время раскрывает истинное лицо Дианы Хансен и убивает руководителя её банды, выставляя Фаско замешанным в этом убийстве, чтобы быть уверенным в том, что тому в будущем можно будет доверять. Несмотря на то, что изначально Риз отказывался от предложения Финча, в конце концов, он соглашается помогать Гарольду работать над предотвращением преступлений. |    |                                         |                    |                                                                 |                   |                        |
| 2 | 2  | «Призраки» «Ghosts»                     | Ричард Дж. Льюис   | Грег Плэджман и Джонатан Нолан                                  | 29 сентября 2011  | 12.51                  |
| Риз берётся за дело Терезы Уитакер, девушки, которая два года назад должна была умереть вместе со своей семьей. Исследуя улики, Риз понимает, что преступление было замаскировано под убийство с последующим самоубийством нападавшего. Риз догадывается, что семья Терезы была ликвидирована руками наёмного убийцы. Он находит киллера по фамилии Солмик и узнаёт, что Тереза выжила лишь потому, что Солмик никогда не убивает детей. Тем временем детектив Картер расследует дело Риза, но когда она находит его личное дело, то выясняется, что кто-то отредактировал файл. Финч же находит Терезу, воспользовавшись информацией, данной Ризом, но внезапно там появляется другой киллер. Риз успевает спасти Финча и Терезу, и оставляет девушку на попечении у Картер. Та пытается выяснить у Терезы подробности о Ризе, но девушка слишком напугана, чтобы что-нибудь вспомнить. Эпизод прерывается флешбеками о том, как Финч с партнером создавали «Машину». Финч боится, что если общество узнает об этой программе, то его вынудят свернуть проект. В конце эпизода зрителю показывают мемориальный бюст партнера Финча в офисе последнего. |    |                                         |                    |                                                                 |                   |                        |
| 3 | 3  | «Перепостановка задачи» «Mission Creep» | Стивен ДеПол       | Патрик Харбинсон                                                | 6 октября 2011    | 11.57                  |
| «Машина» выдала номер социального страхования Джои (Джеймс Карпинелло), бывшего солдата. После возвращения из Ирака Джои присоединился к банде, состоящей из бывших военных, которые после службы стали промышлять грабежами банков. Риз проникает в хранилище улик нью-йоркского полицейского участка и узнаёт, что было целью последнего грабежа банды. Они похитили документы, отмеченные именем «Элайас, М». После этого похищения главарь группировки по имени Латимер начал убивать членов своей банды. Риз пытается остановить Латимера, но выясняется, что тот был убит после того, как передал документы своему нанимателю. Оказывается, в них содержатся фотографии и нож с места жестокого убийства. |    |                                         |                    |                                                                 |                   |                        |
| 4 | 4  | «Исцели себя сам» «Cura Te Ipsum»       | Чарлз Бисон        | Дениз Те                                                        | 13 октября 2011   | 12.04                  |
| Риз начинает круглосуточную слежку за доктором Меган Тильман (Линда Карделлини), после того, как «Машина» выдаёт её номер. Они с Финчем считают, что Меган стала мишенью Эндрю Бентона, насильника-рецидивиста, обездвиживающего своих жертв с помощью сильнодействующих препаратов. Внезапно выясняется, что на самом деле это Тильман хочет выследить и убить Бентона, так как одной из жертв негодяя стала сестра Меган, которая покончила с собой вскоре после того, как насильник надругался над ней. Риз нападает на след торговцев наркотиками, связанных с мексиканскими наркокартелями, крадет у них товар и подбрасывает Бентону, после чего сдаёт насильника полиции до того, как Тильман успевает расправиться с ним. Но тот, имея хорошего адвоката, быстро освобождается. После чего Тильман похищает Бентона и заставляет Риза идти на переговоры. В это же время детектив Картер подбирается ближе к Ризу и Финчу после того, как находит плёнку ограбления, которое показывали зрителю в предыдущей серии, на которой запечатлены Риз с партнёром. Риз шантажом заставляет организовать перевод Фаско в участок к Картер, чтобы саботировать расследование. |    |                                         |                    |                                                                 |                   |                        |
| 5 | 5  | «Правосудие» «Judgment»                 | Колин Бакси        | Дэвид Слэк                                                      | 20 октября 2011   | 12.42                  |
| Польская уличная банда, известная как «SP-9», похищает у судьи Самуила Гейтса сына, из-за того, что судья твёрдо заинтересован в справедливом суде по делу об одном преступлении. В обмен на сына судье предложили отпустить банкира, занимавшегося отмыванием денег. Действуя не в своей манере, Риз заставляет Гейтса поверить, что хочет выследить похитителей, но сам использует детектива Фаско, чтобы тот исследовал улики на месте похищения. В это время Риз делает вид, что пытается подружиться с Финчем, но на самом деле он задумал узнать побольше о привычках своего партнёра. |    |                                         |                    |                                                                 |                   |                        |
| 6 | 6  | «Исправление» «The Fix»                 | Деннис Смит        | Ник ван Зебрук и Майкл Сопчински                                | 27 октября 2011   | 11.62                  |
| Риз берётся за дело Зои Морган (Пейдж Турко). Она — профессиональный посредник по улаживанию сомнительных дел, которая использует своё влияние и связи, чтобы извлекать выгоду для своих клиентов. Зои поручено получить компрометирующие записи на одну фармацевтическую компанию, но когда Зои получает в своё распоряжение эти записи, она понимает, что попала в беду, потому что её наниматель так же криминален, как и конкурент, против которого направлен этот компромат. Финч принимает это дело крайне эмоционально, когда узнаёт, что Зои связана с Даной Миллер, женщиной, которую Финч не смог спасти ещё до того, как он и Риз стали партнёрами. В то же время Картер берётся за расследование убийства, для совершения которого использовалось то же оружие, что и в деле о «Элаэсе М.». Она начинает подозревать, что Риз не просто благородный мститель. |    |                                         |                    |                                                                 |                   |                        |
| 7 | 7  | «Свидетель» «Witness»                   | Фредерик И. О. Туа | Аманда Сигел                                                    | 3 ноября 2011     | 11.76                  |
| Риз должен защитить Чарли Бёртона (Энрико Колантони) — школьного учителя, который стал свидетелем расправы, учинённой русскими бандитами над итальянским мафиози. Риз и Бёртон скрываются с территории, контролируемой Пятью Семьями, и оказываются во владениях, контролируемых болгарскими бандитскими группировками. В это же время, пока Картер ищет Бёртона, чтобы обеспечить его необходимой защитой, она подбирается всё ближе к разгадке дела о «Элайсе М.». Ей кажется, что Элайс — это сын старого итальянского мафиози, который всю жизнь мечтал снова объединить Пять Семей и очистить преступный мир Нью-Йорка от русских бандитов. Риз же, будучи отрезанным от Финча и сражающимся с русской и болгарской мафией, начинает осознавать, что Чарли и есть Элайс. Теперь Риза мучают угрызения совести из-за того, что он спас Элайса и от этого могут пострадать другие люди. |    |                                         |                    |                                                                 |                   |                        |
| 8 | 8  | «Недруг» «Foe»                          | Милан Чейлов       | Шон Хеннен                                                      | 17 ноября 2011    | 11.65                  |
| Риз и Финч следят за бывшим агентом службы безопасности ГДР по имени Улрих Кох. Когда-то его незаконно осудило немецкое правительство на 22 года, но Кох умудрился сбежать и найти своих бывших коллег: Хауффе, Верника и Стейлера. Эти трое предали Коха и сдали его немецким и американским властям в обмен на собственную свободу и жизнь в Нью-Йорке. Более того, Кох уверен, что его бывшие коллеги повинны в смерти его жены, Ани. Кох убивает Хауффе и Верника, но в тот момент, когда он готов убить Стейлера, узнаёт страшную правду — Аня жива и подстроила собственную гибель, чтобы избежать зверств, которые учинял над ней муж. В попытках найти жену Кох узнаёт, что у неё родился их общий ребёнок, девочка по имени Мария. Кох находит жену, берёт в заложники дочь и признаёт, что Аня была права, когда сбежала от него. Он целится в Аню незаряженным пистолетом и вынуждает Риза стрелять на поражение. Ситуация, в которую попал Кох, напоминает Ризу о собственной жизни в качестве шпиона, и зрители узнают, что имя «Джон Риз» было дано ему другим агентом ЦРУ — Сарой Стэнтон (Энни Париссе). |    |                                         |                    |                                                                 |                   |                        |
| 9 | 9  | «Убрать Картер» «Get Carter»            | Алекс Закжевски    | Грег Плэджмен и Дениз Те                                        | 8 декабря 2011    | 12.66                  |
| Расследование дела Чарли Бёртона, известного также как Карл Элайс, ставит под угрозу жизнь детектива Картер, и именно её имя выдает «Машина». Это усложняет жизнь Ризу, который старается защитить Картер, но в то же время не хочет раскрывать ей своё истинное лицо. Картер расследует убийство подростка, застреленного из проезжающего автомобиля, а также пытается дать совет жене жестокого алкоголика. Риз в то же время узнаёт, что Элайс собирается убить Картер и не даёт осведомителю совершить задуманное. В то же время становится ясно, что «Машина» перестала предсказывать жестокие преступления: она не смогла предсказать смерть подростка, расследованием которой занималась Картер. |    |                                         |                    |                                                                 |                   |                        |
| 10 | 10 | «Обвал номеров» «Number Crunch»         | Джеффри Хант       | Патрик Харбинсон                                                | 15 декабря 2011   | 12.93                  |
| Риз и Финч находятся в замешательстве, когда «Машина» выдает им четыре числа. Риз буквально на секунду не успевает предотвратить смерть первого из людей, указанного «Машиной». Риз понимает, что у всех четверых есть что-то общее, и начинает копать глубже. Он узнаёт, что эти люди похитили деньги наркодилеров с места аварии автомобиля, а продажный конгрессмен и криминальный банкир хотят их за это убить. В это время детектив Картер расследует смерть своего информатора. Она встречает человека по имени Сноу, тот представляется агентом ЦРУ и просит её выдать местонахождения Риза. Он рассказывает Картер, что Риз инсценировал собственную смерть, потому что был повинен в гибели своей напарницы Кары Стэнтон. После случившегося Риз исчез, и только расследование Картер вновь вывело ЦРУ на его след. Финч идёт против преступного заговора и записывает на плёнку доказательства отмывания денег на Гаити. Риз спасает двух женщин от смерти, но в него стреляет агент ЦРУ. Картер наконец-то сталкивается с Ризом, но всё же решает дать тому уйти. |    |                                         |                    |                                                                 |                   |                        |
| 11 | 11 | «Смотритель» «Super»                    | Стивен Уильямс     | Дэвид Слэк                                                      | 12 января 2012    | 14.86                  |
| Финч отвозит раненого Риза в морг и даёт денег сотруднику морга, чтобы тот помог залечить раны Риза. Финч снимает для него квартиру, пока Риз вынужден находиться в кресле-каталке. Управляющий домом Эрни Траск является новым человеком, на которого указала «Машина». Траск купил в ломбарде пистолет, Финч начинает следить за ним и начинает думать, что Траск следит за одной из квартиросъёмщиц по имени Лили Торнтон. Финч следит за Лили, а Риз полагает, что Траск охотится за парнем Лили, Риком. Финч, Траск и Риз врываются в квартиру Лили, и в результате драки Рика выбрасывают из окна. В это время Картер пытается установить связь с Финчем. Тот соглашается на встречу и в качестве жеста доброй воли передаёт детективу номер нового человека, на которого указала «Машина». В результате Картер успевает предотвратить убийство. Во время эпизода зритель видит флешбеки, в которых рассказывается, как Финч и его партнер Нэйтан Ингрэм работали над «Машиной», а также спорили с Агентством национальной безопасности о нарушении конституционных прав. В последнем флешбеке зрителю показывают, что очередным человеком, на которого указывает «Машина», становится Нэйтан Ингрэм. |    |                                         |                    |                                                                 |                   |                        |
| 12 | 12 | «Наследие» «Legacy»                     | Брэд Андерсон      | Аманда Сигел                                                    | 19 января 2012    | 14.40                  |
| Риз наконец-то решается встретиться с детективом Картер, которая начинает догадываться о работе Риза и Финча. Их новым делом становится Андреа Гутиэрис, уверенная в себе адвокат, специализирующаяся на исках к штату Нью-Йорк от заключенных, которые жалуются на незаконное задержание. Риз и Финч считают, что Андреа в опасности из-за своего последнего клиента, Терраса Кинга. Инспектор по досрочному освобождению Доминик Галуска, который наблюдает Кинга, подставил преступника, из-за чего тот попадает в тюрьму и лишается родительских прав. Занимаясь делом Кинга, Андреа вызывает недовольство серьезных людей, которые хотят её молчания. Ризу приходится вмешиваться в происходящее. В то же время, несмотря на то, что Риз доверяет свою жизнь Финчу, он понимает, что его партнер всё ещё хранит много секретов. Риз следит за Финчем, когда тот встречается с Уиллом Ингрэмом, сыном предыдущего своего партнера. Финч освобождает Уилла из-под стражи, и тот начинает задавать вопросы о смерти своего отца и той роли, которую сыграл Финч в его гибели. |    |                                         |                    |                                                                 |                   |                        |
| 13 | 13 | «Корневая причина» «Root Cause»         | Ричард Дж. Льюис   | Эрик Маунтин                                                    | 2 февраля 2012    | 15.10                  |
| Очередным объектом расследования становится Скотт Пауэлл — уважаемый семейный человек, сотрудник строительного департамента, которого конгрессмен Майкл Деланси уволил с работы в связи с сокращением бюджета. Риз и Финч узнают, что Пауэлл в секрете от всех купил себе оружие и посылает угрозы конгрессмену. Отсюда они делают вывод, что Пауэлл планирует убийство Майкла Деланси. Но в то время, пока Риз пытается допросить Пауэлла, Финч понимает, что все обвинения были сфабрикованы и направлены на то, чтобы отвлечь власти от реальных убийц конгрессмена. ФБР арестовывает Пауэлла, и перед лицом неопровержимых улик Финчу приходится помочь бежать бывшему сотруднику строительного департамента. С помощью старой знакомой Зои Морган Финч узнаёт, что убийство конгрессмена заказал его бывший партнер Питер Мэтисон. Он нанял хакера по прозвищу «Рут» (Эми Эккер), чтобы та убила Деланси и подставила Пауэлла. Финчу удаётся записать разговор Мэтисона и нанятого им хакера. Таким образом он спасает Пауэлла от беды. Вскоре Мэтисона находят мёртвым и Рут признаётся, что ей пришлось убить его, чтобы замести следы. Рут признаёт Финча достойным противником и заявляет, что уже знает его имя. |    |                                         |                    |                                                                 |                   |                        |
| 14 | 14 | «Волк и Волчонок» «Wolf and Cub»        | Крис Фишер         | Ник ван Зебрук и Майкл Сопчински                                | 9 февраля 2012    | 15.14                  |
| Финч и Риз впервые возвращаются в библиотеку после встречи Финча с Рут. Риз получает номер подростка Даррена МакГрейди (Астро). Однако в доме Даррена, Риз обнаруживает, что его старший брат был убит три дня назад, а их квартира является местом преступления. С помощью Картер, он выясняет, что убийцами были трое мужчин, связанные с неким Андре (Малик Йоба), владельцем местного магазина комиксов. Даррен желает отомстить им и покупает оружие, но когда он хочет застрелить одного из убийц своего брата, Риз находит его. Подозреваемого арестовали, но из-за отсутствия доказательств и помощи коррумпированного полицейского, его отпускают в тот же день. Риз находит его сообщников и узнаёт от них местоположение орудия убийства. Но перед тем как он смог отправить их в полицию, Даррен сбегает и крадет оружие, чтобы попытаться убить преступников. Риз и полиция прибывают вовремя, они хватают убийц и спасают Даррена. Мальчика отдают приёмным родителям, Даррен в знак благодарности дарит Ризу рисунок, на котором изображены они вдвоём. |    |                                         |                    |                                                                 |                   |                        |
| 15 | 15 | «Круговая порука» «Blue Code»           | Дэвид фон Анкен    | Дениз Те                                                        | 16 февраля 2012   | 13.16                  |
| «Машина» выдает номер Майкла Кэхилла (Майкл Аронов), с виду обычного и одинокого гражданина, который на самом деле связан с группировкой контрабандистов во главе с человеком по имени Варгас (Хосе Суньига). Члены банды без колебаний убивают всех на своем пути. Риз быстро проникает в группировку и становится там своим. Он преследует Кэхилла и выясняет, что на самом деле его имя — Даниель Талли, и он полицейский под прикрытием. Талли мог бы давно арестовать Варгаса, но он ожидает выйти на главаря под кодовым именем L.O.S. Риз также узнает, что у Варгаса могут быть связи в полиции. Пока Финч поручает Картер добыть информацию о полицейских работающих под прикрытием, Риз поручает Фаско восстановить свои связи с грязными копами, чтобы обнаружить источники Варгаса. |    |                                         |                    |                                                                 |                   |                        |
| 16 | 16 | «Риск» «Risk»                           | Джефф Т. Томас     | Шон Хеннен                                                      | 23 февраля 2012   | 14.56                  |
| Следующий номер, который выдаёт «Машина», принадлежит Адаму Сандерсу (Мет Лаурья), трейдеру с Уолл-Стрит, работающему на компанию Бейлор Зимм. Адам ведёт себя как крупный игрок, который привык выигрывать всегда и помногу. Тем не менее, за маской уверенного в себе трейдера скрывается скрупулезный человек, тщательно просчитывающий все возможные варианты торгов. Помимо профессиональной деятельности, у Адама есть три проблемы, которые могут стать поводом трагедии, которая может с ним произойти. Во-первых, у него тайный роман с одной из управляющих компании Сидни Бейлор (Ноэль Бэк). Во-вторых, сотрудник безопасности фирмы (Скотт Коэн) считает, что Адам и Сидни вовлечены в противозаконную деятельность внутри компании. А в-третьих, дядя Адама, обычный водитель грузовика Боб Совоски (Джон Скурти) вложил все свои сбережения в подозрительную компанию «Трайтек», которая, по-видимому, имеет отношения ко всем трём проблемам Адама. |    |                                         |                    |                                                                 |                   |                        |
| 17 | 17 | «Малышка» «Baby Blue»                   | Ларри Тэн          | Патрик Харбинсон                                                | 8 марта 2012      | 15.67                  |
| Риз с Финчем оказываются в замешательстве, когда «Машина» называет 6-месячного ребёнка Лейлу Смит очередным подозреваемым. Они превращаются в заботливых родителей, у которых в распоряжении много оружия, пытаясь разобраться в её происхождении. Картер начинает сомневаться в своей лояльности к Ризу и Финчу, когда они объединяются с Элайасом. |    |                                         |                    |                                                                 |                   |                        |
| 18 | 18 | «Кризис личности» «Identity Crisis»     | Чарльз Бисон       | Эми Берг                                                        | 29 марта 2012     | 14.59                  |
| «Машина» выдаёт номер Джордан Хестер — человека, который не имеет цифрового следа в сети. Скоро обнаруживаются целых два Хестер. Риз следует за Хестером-мужчиной (Риз Койро), а Финч за женщиной (Сара Винтер), которую считает мишенью. Риз находит квартиру Хестера и обнаруживает лабораторию по производству экстази, пока Финч объясняет Хестер, чем он занимается, и советует отправиться в более безопасное место. Тем временем Фаско встречается с заключённым, который недавно стал частью подобного случая, и узнаёт, что на самом деле женщину зовут Мери, а настоящий Хестер — мужчина. В квартире Мери накачивает Финча наркотиками и ломает его телефон; Фаско спасает Финча, когда Мери оставляет его, чтобы убить Хестера. Риз при помощи Хестера уничтожает лабораторию наркотиков, а затем следует за Мери в ресторан, где её арестовывают. Картер дистанцируется от Риза и Финча, так как её берёт в оборот ФБР, которое также разыскивает Риза. |    |                                         |                    |                                                                 |                   |                        |
| 19 | 19 | «Плоть и кровь» «Flesh and Blood»       | Стивен Семел       | Аманда Сигел                                                    | 5 апреля 2012     | 13.69                  |
| Когда «Машина» выдаёт сразу пять номеров социального страхования, каждый из которых принадлежит главарю авторитетной криминальной семьи Йью-Йорка, мистер Финч и мистер Риз подозревают, что Элайас намеревается устранить конкурентов. Тем временем в битве за город может пострадать близкий детективу Картер человек. |    |                                         |                    |                                                                 |                   |                        |
| 20 | 20 | «Рыбий закон» «Matsya Nyaya»            | Кевин Брей         | Рэй Утерначитт                                                  | 26 апреля 2012    | 12.73                  |
| Новый номер, Томми Клей (Пабло Шрайбер), работает в команде инкассаторов, которую, как считает Финч, собираются ограбить. Риз внедряется в команду, а Финч отслеживает машину, пытаясь предсказать ограбление. Когда команда забирает платину ценой в 1.2 млн долларов, транспортное средство взрывается и Клей подстреливает Риза. Риз приходит в себя в больнице и его спасает Картер. Финч отслеживает Клея до мотеля, где двое его соучастников были убиты. Приезжает Фаско и понимает, что HR (организация продажных копов) стоит за этим ограблением. В это же время Финч находит подругу Клея, официантку Эшли. Риз находит Клея и осознаёт, что тот не только злоумышленник, но и жертва, только после того как Эшли убивает Клея. Она исчезает с платиной, но член HR убивает её. |    |                                         |                    |                                                                 |                   |                        |
| 21 | 21 | «Долгих лет жизни» «Many Happy Returns» | Фредерик И. О. Туа | Сюжет: Эрик Маунтин и Джонатан Нолан Телесценарий: Эрик Маунтин | 3 мая 2012        | 13.27                  |
| Когда «Машина» выдаёт номер барменши Кары Гарнер, Финч решает расследовать дело в одиночку, не подключая Риза. Тем временем ФБР начинает расследование старого убийства в Нью-Рошель, поскольку на месте преступления нашли ДНК Риза. В ходе работы детектив Картер узнает подробности прежней жизни Джона. |    |                                         |                    |                                                                 |                   |                        |
| 22 | 22 | «Ни одно доброе дело...» «No Good Deed» | Стивен Уильямс     | Дэвид Слэк                                                      | 10 мая 2012       | 12.96                  |
| Новый номер — финансовый аналитик Генри Пек оказывается сотрудником Пункта Обработки Секретной Информации (SCIF (англ.)), которого кто-то решил убрать после того, как Пек начал подозревать о существовании «Машины». |    |                                         |                    |                                                                 |                   |                        |
| 23 | 23 | «Барьер» «Firewall»                     | Ричард Дж. Льюис   | Грег Плэджман и Джонатан Нолан                                  | 17 мая 2012       | 13.47                  |
| «Машина» указывает на Кэролайн Тьюринг — частного психолога, работающего с очень богатыми клиентами. Финч с Ризом предполагают, что один из её клиентов решил сохранить свои секреты в тайне, заказав Кэролайн продажным копам из HR.... |    |                                         |                    |                                                                 |                   |                        |

### Сезон 2 (2012—2013)
| № | #  | Название                                          | Режиссёр           | Сценарист                         | Дата показа в США | Зрители США (миллионы) |
| --- | -- | ------------------------------------------------- | ------------------ | --------------------------------- | ----------------- | ---------------------- |
| 24 | 1  | «Непредвиденные обстоятельства» «The Contingency» | Ричард Дж. Льюис   | Дениз Те и Джонатан Нолан         | 27 сентября 2012  | 14.28                  |
| В отсутствие Финча «Машина» выдаёт новый номер, с которым Ризу придётся справляться в одиночку. Ему придётся спасать непутёвого экономиста Леона Тао, укравшего крупную сумму денег у Арийского Братства. |    |                                                   |                    |                                   |                   |                        |
| 25 | 2  | «Плохой код» «Bad Code»                           | Джон Кассар        | Грег Плэджман и Патрик Харбинсон  | 4 октября 2012    | 14.58                  |
| Риз и детектив Картер едут в Техас в поисках следов похитительницы Финча. Им предстоит расследование старого преступления — бесследной пропажи девочки Ханны Фрей. Риз считает, что девочка выросла и стала хакером Рут. |    |                                                   |                    |                                   |                   |                        |
| 26 | 3  | «Маскарад» «Masquarade»                           | Джеффри Хант       | Мелисса Скривнер Лав              | 18 октября 2012   | 13.93                  |
| Ради следующего номера Риз становится телохранителем дочери бразильского дипломата, которая стала невольной свидетельницей готовящегося преступления. |    |                                                   |                    |                                   |                   |                        |
| 27 | 4  | «Головорез» «Triggerman»                          | Джеймс Уитмор мл.  | Эрик Маунтин                      | 25 октября 2012   | 14.03                  |
| Силовику ирландской мафии приказывают убить вдову своего товарища, а когда он решает ослушаться, на него самого начинается охота. |    |                                                   |                    |                                   |                   |                        |
| 28 | 5  | «Неудачный заголовок» «Bury the Lede»             | Джеффри Хант       | Дэвид Слэк                        | 1 ноября 2012     | 13.66                  |
| Журналистка Максин навлекла на себя беду, объявив невиновного главой HR. Ситуацию осложняет то, что она очень интересуется «мужчиной в костюме» и проводит собственное журналистское расследование. |    |                                                   |                    |                                   |                   |                        |
| 29 | 6  | «Большой путь» «High Road»                        | Феликс Алькала     | Ник Ван Зебрук и Майкл Сопчински  | 8 ноября 2012     | 14.87                  |
| Ради «опеки» нового номера Джон вместе с Зои Морган отправляется в пригород. С виду обычный продавец строительных товаров оказывается завязавшим медвежатником, у которого есть должок перед старыми товарищами. |    |                                                   |                    |                                   |                   |                        |
| 30 | 7  | «Необходимо» «Critical»                           | Фредерик И. О. Туа | Шон Хеннен                        | 15 ноября 2012    | 14.57                  |
| Ведущего кардиохирурга заставляют совершить врачебную ошибку, убив вип-пациента во время операции. Финч с Ризом пытаются сорвать готовящееся убийство и в этом им поможет вновь повстречавшийся Леон Тао, который так ничему и не научился. |    |                                                   |                    |                                   |                   |                        |
| 31 | 8  | «Пока смерть не разлучит нас» «Til Death»         | Хелен Шейвер       | Аманда Сигел                      | 29 ноября 2012    | 14.43                  |
| Машина даёт сразу 2 номера. Джон спасает супругов, заказавших друг друга. |    |                                                   |                    |                                   |                   |                        |
| 32 | 9  | «Наложенный платёж» «C.O.D»                       | Кларк Джонсон      | Рэй Утерначитт                    | 6 декабря 2012    | 14.18                  |
| Новым номером становится кубинский таксист, любой из его пассажиров может представлять ему угрозу. |    |                                                   |                    |                                   |                   |                        |
| 33 | 10 | «Витрина» «Shadow Box»                            | Стивен Серджик     | Патрик Харбинсон                  | 13 декабря 2012   | 14.08                  |
| ФБР фокусирует свои усилия на поимке «человека в костюме». А дело нового номера становится личным для Риза, когда им оказывается сестра солдата, убитого в бою. |    |                                                   |                    |                                   |                   |                        |
| 34 | 11 | «2πR» «2πR»                                       | Ричард Дж. Льюис   | Дэн Дитц                          | 3 января 2013     | 16.23                  |
| Финч становится учителем в школе, чтобы защитить юного гения. В это время Картер пытается скрыть личность «человека в костюме» от ФБР. |    |                                                   |                    |                                   |                   |                        |
| 35 | 12 | «Дилемма заключённого» «Prisoner's Dilemma»       | Крис Фишер         | Дэвид Слэк                        | 10 января 2013    | 15.67                  |
| Агент Доннелли из ФБР приближается к разгадке личности «человека в костюме», Картер должна вступить с ним в психологическую войну, чтобы скрыть эту тайну. В это время Риз в тюрьме сталкивается с новыми и старыми врагами. Между тем Фаско придётся в одиночку защитить новый номер: супермодель Каролину Куркову.                                                                        |    |                                                   |                    |                                   |                   |                        |
| 36 | 13 | «Точный расчёт» «Dead Reckoning»                  | Джон Дал           | Эрик Маунтин                      | 31 января 2013    | 15.71                  |
| Риз находится в серьёзной опасности, когда его похищает старая знакомая, планирующая произвести массовую кибер-атаку. |    |                                                   |                    |                                   |                   |                        |
| 37 | 14 | «Богатей» «One Percent»                           | Крис Фишер         | Дениз Те и Мелисса Скривнер Лав   | 7 февраля 2013    | 14.88                  |
| Риз и Финч должны защитить миллиардера, чьё любопытство и неограниченные ресурсы ставят под угрозу инкогнито команды, как и попытки по спасению его жизни. |    |                                                   |                    |                                   |                   |                        |
| 38 | 15 | «Мест нет» «Booked Solid»                         | Фредерик И. О. Туа | Ник Ван Зебрук и Майкл Сопчински  | 14 февраля 2013   | 14.87                  |
| Финч и Риз пытаются спасти жизнь горничной отеля, но угрозой может быть любой его посетитель или сотрудник. Между тем Картер обдумывает заманчивое предложение от ФБР. |    |                                                   |                    |                                   |                   |                        |
| 39 | 16 | «Значимость» «Relevance»                          | Джонатан Нолан     | Аманда Сигел и Джонатан Нолан     | 21 февраля 2013   | 14.22                  |
| Опасная и обаятельная сотрудница правительства, предотвращающая террористические акты до их появления, находится в опасности. Ризу и Финчу будет нелегко её выследить, когда выясняется, что её навыки не уступают их собственным. |    |                                                   |                    |                                   |                   |                        |
| 40 | 17 | «Протей» «Proteus»                                | Кеннет Финк        | Шон Хеннен                        | 7 марта 2013      | 14.57                  |
| После того как «Машина» выдаёт Финчу и Ризу сразу шесть номеров, поиски приводят их к прибрежному городку, но сильный шторм вынуждает переждать стихию с местными жителями в полицейском участке. Пока погода бушует снаружи, ситуация принимает зловещий поворот, когда выясняется, что возможный серийный убийца укрывается с ними в одном здании.                                        |    |                                                   |                    |                                   |                   |                        |
| 41 | 18 | «Ва-банк» «All In»                                | Триша Брок         | Лукас О'Коннор                    | 14 марта 2013     | 14.34                  |
| Угроза пожилому игроману заставляет Риза и Финча отправиться в Атлантик-Сити. А когда детектив Картер пытается очистить имя своего близкого товарища, она узнаёт, что группировка HR продолжает действовать в её отделе. |    |                                                   |                    |                                   |                   |                        |
| 42 | 19 | «Троянский конь» «Trojan Horse»                   | Джеффри Хант       | Дэн Дитц и Эрик Маунтин           | 4 апреля 2013     | 14.57                  |
| Финч проникает в крупную корпорацию, чтобы выяснить, представляет ли компании угрозу одна из ведущих сотрудниц. Между тем Картер подвергает сомнению честность детектива Бичера, когда тот предоставляет компромат на своего коллегу. |    |                                                   |                    |                                   |                   |                        |
| 43 | 20 | «При смерти» «In Extremis»                        | Крис Фишер         | Грег Плэджман и Тони Камерино     | 25 апреля 2013    | 13.22                  |
| Светило в мире медицины был отравлен, теперь у Риза и Финча только 24 часа, чтобы определить смертельный токсин и найти отравителя. Тем временем детектив Фаско может попасть за решетку, когда всплывает важная информация о его тёмном прошлом. |    |                                                   |                    |                                   |                   |                        |
| 44 | 21 | «День зеро» «Zero Day»                            | Джеффри Хант       | Аманда Сигел и Дэвид Слэк         | 2 мая 2013        | 12.96                  |
| Финч и Риз понимают, что вирус, сделавший «Машину» неустойчивой, привёл к тому, что новые номера теперь выдаются нерегулярно. А в это же время им необходимо найти таинственного миллионера, которого раньше никто не видел. |    |                                                   |                    |                                   |                   |                        |
| 45 | 22 | «Режим Бога» «God Mode»                           | Ричард Дж. Льюис   | Патрик Харбинсон и Джонатан Нолан | 9 мая 2013        | 13.16                  |
| Финч и Риз объединяются с неожиданными союзниками в гонке за спасение «Машины» от Рут и таинственной международной организации Decima, которые имеют свои злые намерения. Тем временем раскрывается настоящая сущность отношений Финча с его бывшим напарником — Нэйтаном Ингрэмом. А Картер, пытаясь привести убийц Кэла Бичера к правосудию, сталкивается с криминальной группировкой HR. |    |                                                   |                    |                                   |                   |                        |

### Сезон 3 (2013—2014)
| № | #  | Название                                                | Режиссёр           | Сценарист                            | Дата показа в США | Зрители США (миллионы) |
| --- | -- | ------------------------------------------------------- | ------------------ | ------------------------------------ | ----------------- | ---------------------- |
| 46 | 1  | «Свобода» «Liberty»                                     | Крис Фишер         | Грег Плэджмен и Дениз Те             | 24 сентября 2013  | 12.44                  |
| Местонахождение машины теперь никому неизвестно. Она получила полную самостоятельность, однако Финч продолжает получать номера. Очередной след приводит к офицеру флота, который оказался в городе во время проведения парада. Но найти его крайне сложно, так как на берег сошло множество моряков. Картер понижают до патрульного. Рут пытается освоиться в психбольнице. |    |                                                         |                    |                                      |                   |                        |
| 47 | 2  | «Нечего скрывать» «Nothing to Hide»                     | Фредерик И. О. Туа | Эрик Маунтин                         | 1 октября 2013    | 12.35                  |
| Риз вынужден защищать владельца корпорации Уэйна Крюгера, промышляющего торговлей конфиденциальной информацией. Учитывая количество жертв Крюгера, пострадавших от разглашения их персональных данных, и даже подавших на него коллективный иск, круг подозреваемых оказывается весьма широким. Между тем у Картер появляется новый напарник.                               |    |                                                         |                    |                                      |                   |                        |
| 48 | 3  | «Дон Жуан» «Lady Killer»                                | Омар Мадха         | Аманда Сигел                         | 8 октября 2013    | 11.65                  |
| Молодой человек, получивший хорошее наследство и успешно ведущий свой бизнес, становится объектом внимания машины. В его квартире Риз обнаруживает архив данных привлекательных девушек с сайта знакомств. Предположив, что это будущие жертвы преступлений, Риз и Финч устраивают ловушку.                                                                                 |    |                                                         |                    |                                      |                   |                        |
| 49 | 4  | «Обоснованное сомнение» «Reasonable Doubt»              | Стивен Уильямс     | Мелисса Скривнер Лав                 | 15 октября 2013   | 12.69                  |
| Очередной номер, выданный Машиной, принадлежит успешной женщине-адвокату из Нью-Йорка, арестованной по обвинению в убийстве мужа, погибшего при весьма сомнительных обстоятельствах. Пока герои выясняют, кому было выгодно подставить именитого юриста, новый напарник Картер открывается с неожиданной стороны.                                                           |    |                                                         |                    |                                      |                   |                        |
| 50 | 5  | «Разговор» «Razgovor»                                   | Кеннет Финк        | Дэвид Слэк                           | 22 октября 2013   | 13.17                  |
| Шоу поручено следить за десятилетней эмигранткой из России, номер которой выдала Машина. Девочка оказывается большой любительницей шпионажа, и случайной свидетельницей переговоров между представителями HR и русской мафией. Между тем миссия Картер по разоблачению HR оказывается на грани провала.                                                                     |    |                                                         |                    |                                      |                   |                        |
| 51 | 6  | «Преждевременная смерть» «Mors Praematura»              | Хелен Шейвер       | Дэн Дитц                             | 29 октября 2013   | 12.00                  |
| После успешного побега Рут получает первое задание: любой ценой привлечь агента Шоу для помощи Машине. Пока Финч пытается защитить следователя по недвижимости, чей номер выдала Машина, Риз пускается на поиски пропавшей Сэм. |    |                                                         |                    |                                      |                   |                        |
| 52 | 7  | «Идеальная цена» «The Perfect Mark»                     | Стивен Сёрджик     | Шон Хеннен                           | 5 ноября 2013     | 11.79                  |
| Ушлый психолог ловко выуживает у своих клиентов секретные слова и пароли, используя их счета по своему усмотрению. Таким манёвром он неплохо зарабатывает, пока однажды не попадается Ризу и Финчу. |    |                                                         |                    |                                      |                   |                        |
| 53 | 8  | «Развязка» «Endgame»                                    | Сильвен Уайт       | Ник Ван Зебрук и Майкл Сопчински     | 12 ноября 2013    | 12.60                  |
| Однажды утром машина выдаёт целых 38 номеров. Всех этих людей связывает одно: все они полицейские. Остаётся понять, станут эти люди жертвами или преступниками. |    |                                                         |                    |                                      |                   |                        |
| 54 | 9  | «Переход» «The Crossing»                                | Фредерик И. О. Туа | Дениз Те                             | 19 ноября 2013    | 12.28                  |
| Машина снова выдаёт несколько номеров. Все эти номера принадлежат одному человеку, живущему под разными именами. Этот человек — Джон Риз. |    |                                                         |                    |                                      |                   |                        |
| 55 | 10 | «Доля дьявола» «'The Devil's Share'»                    | Крис Фишер         | Аманда Сигел и Джонатан Нолан        | 26 ноября 2013    | 11.89                  |
| После гибели Картер Риз идёт по следам Симмонса, намереваясь его убить. Финч со своей командой пытается его остановить. |    |                                                         |                    |                                      |                   |                        |
| 56 | 11 | «Лета — река забвения» «Lethe»                          | Ричард Дж. Льюис   | Эрик Маунтин                         | 17 декабря 2013   | 12.40                  |
| Риз и Фаско отошли от дел, однако Финч уступает уговорам Гроувз и берётся за расследование очередного номера. Новый подзащитный представляет собой загадку: у него опухоль мозга, и охранники в больнице не оставляют его ни на минуту. |    |                                                         |                    |                                      |                   |                        |
| 57 | 12 | «Разоблачение» «Aletheia»                               | Ричард Дж. Льюис   | Лукас О'Коннор                       | 7 января 2014     | 12.10                  |
| Финч с Артуром и Самин пытаются получить из банковской ячейки диски программы, но попадают в засаду. Тем временем Фаско пытается убедить Риза вернуться к делам. |    |                                                         |                    |                                      |                   |                        |
| 58 | 13 | «4C» «4C»                                               | Стивен Уильямс     | Мелисса Скривнер Лав и Грег Плэджмен | 14 января 2014    | 12.54                  |
| Риз оказывается в самолёте, на борту которого находится человек, выбранный машиной. Риз вынужден вмешаться. |    |                                                         |                    |                                      |                   |                        |
| 59 | 14 | «Происхождение» «Provenance»                            | Джеффри Хант       | Шон Хеннен                           | 04 февраля 2014   | 12.35                  |
| С международной выставки буквально на глазах у посетителей похищена ценная картина. Присутствовавшей там команде Финча не удаётся задержать преступника, зато они быстро устанавливают его личность и узнают о следующем преступлении. |    |                                                         |                    |                                      |                   |                        |
| 60 | 15 | «Последний звонок» «Last Call»                          | Джефф Т. Томас     | Дэн Дитц                             | 25 февраля 2014   | 6, 40                  |
| Машина выдаёт номер оператора службы спасения, Сандры. Финч внедряется в штат сотрудников, чтобы решить проблему. |    |                                                         |                    |                                      |                   |                        |
| 61 | 16 | «Оперативная память» «RAM»                              | Стивен Сёрджик     | Ник ван Зебрук и Майкл Сопчински     | 4 марта 2014      | 10.64                  |
| История переносится в прошлое, когда Финч и Риз работали по разные стороны баррикад. Однако та и другая сторона стремятся защитить одного человека. |    |                                                         |                    |                                      |                   |                        |
| 62 | 17 | «Корневой каталог» «Root Path»                          | Джеффри Ли Гибсон  | Дэвид Слэк                           | 18 марта 2014     | 10.94                  |
| Рут ведёт свои собственные игры, а Финч тем временем получает номер человека, для которого эта девушка представляет опасность. Рут же, направляемая Машиной, на самом деле пытается уберечь обладателя номера от организации Decima, которая стремится активировать вторую Машину — «Самаритянина».                                                                         |    |                                                         |                    |                                      |                   |                        |
| 63 | 18 | «Верность» «Allegiance»                                 | Джеффри Хант       | Тони Камерино                        | 25 марта 2014     | 12.23                  |
| Пока Decima собирает свои ресурсы, чтобы построить новую машину, команда получает номер Марии Мартинес — инженера-электрика, оказавшейся втянутой в международные интриги, пытаясь помочь своему другу, иракскому переводчику, получить убежище в США. |    |                                                         |                    |                                      |                   |                        |
| 64 | 19 | «Когда уйдём со школьного двора...» «Most Likely To...» | Кевин Хукс         | Мелисса Скривнер Лав и Дениз Те      | 1 апреля 2014     | 11.45                  |
| Команда Финча не успевает спасти обладателя очередного номера. Теперь остаётся только понять, кому была выгодна эта смерть. Пока Финч и Фаско разбираются с этим делом, Риз и Шоу отправляются на вечер выпускников в одну из школ, чтобы защитить новую потенциальную жертву.                                                                                              |    |                                                         |                    |                                      |                   |                        |
| 65 | 20 | «Посмертная компенсация» «Death Benefit»                | Ричард Дж. Льюис   | Эрик Маунтин и Лукас О'Коннор        | 15 апреля 2014    | 10.74                  |
| Команде приходится разделиться. Шоу с Гроувз отправляются на побережье, а Риз и Финч занимаются номером в Вашингтоне: помощь требуется конгрессмену США. Вскоре Ризу, чтобы обеспечить защиту своего клиента, приходится пойти на крайние меры. И он сам становится объектом преследования полиции.                                                                         |    |                                                         |                    |                                      |                   |                        |
| 66 | 21 | «Бета» «Beta»                                           | Фредерик И. О. Туа | Шон Хеннен и Дэн Дитц                | 29 апреля 2014    | 11.31                  |
| В отсутствие Финча «Десима» охотится на Риза и Шоу, используя ресурсы «Самаритянина». Тем временем «Десима» устраивает ловушку для Финча, похищая его прежнюю возлюбленную Грейс. |    |                                                         |                    |                                      |                   |                        |
| 67 | 22 | «Дом разделённый» «A House Divided»                     | Крис Фишер         | Аманда Сигел                         | 6 мая 2014        | 10.50                  |
| Все, кто когда-либо помогал Финчу, объединяются, чтобы спасти его и остановить работу машины «Самаритянин». |    |                                                         |                    |                                      |                   |                        |
| 68 | 23 | «Бог из машины» «Deus Ex Machina»                       | Крис Фишер         | Дэвид Слак и Грег Плэджмен           | 13 мая 2014       | 10.95                  |
| Команда целеустремлённо работает, чтобы предотвратить включение "Самаритянина" в сеть; борьба с террористической группировкой "Бдительность" подходит к шокирующему финалу. |    |                                                         |                    |                                      |                   |                        |

### Сезон 4 (2014—2015)
| № | #  | Название                                       | Режиссёр           | Сценарист                           | Дата показа в США | Зрители США (миллионы) |
| --- | -- | ---------------------------------------------- | ------------------ | ----------------------------------- | ----------------- | ---------------------- |
| 69 | 1  | «Паноптикум» «Panopticon»                      | Ричард Дж. Льюис   | Эрик Маунтин и Грег Плэджмен        | 23 сентября 2014  | 10.58                  |
| Новые личности, которые создала Рут, отвлекли «Самаритянина» от команды мистера Финча и помогли им укрыться. Чтобы окончательно провести противника, необходимо оставаться в тени, однако новые номера продолжают поступать… |    |                                                |                    |                                     |                   |                        |
| 70 | 2  | «Наутилус» «Nautilus»                          | Крис Фишер         | Дэн Дитц и Мелисса Скривнер Лав     | 30 сентября 2014  | 10.72                  |
| Несмотря на нежелание Финча работать дальше с номерами, Риз уговаривает его помочь Клэр Махоуни, молодому гению, которая была втянута в некую «Игру». Позже становится известно, что «Игру» создал «Самаритянин» для вербовки новых агентов, а за Клэр охотится ЧВК. |    |                                                |                    |                                     |                   |                        |
| 71 | 3  | «Сводник» «Wingman»                            | Фредерик И. О. Туа | Аманда Сигел                        | 7 октября 2014    | 9.64                   |
| Машина выдает новый номер, который принадлежит Андре Куперу. Андре — профессиональный консультант по пикапу. Для того, чтобы выяснить все обстоятельства дела, команда решает использовать детектива Фаско в качестве клиента «под прикрытием». У Риза проблемы с начальницей на работе из-за его способов вести дела. Поэтому он вынужден работать над «висяками» в полицейском участке. Тем временем Рут приходит к Финчу и говорит, что Машине нужна его услуга. |    |                                                |                    |                                     |                   |                        |
| 72 | 4  | «Братство» «Brotherhood»                       | Крис Фишер         | Дениз Те                            | 14 октября 2014   | 9.72                   |
| Машина выдает еще 2 новых номера. Это несовершеннолетние брат и сестра, которые стали свидетелями бандитских разборок и тайно похитили деньги. Однако в процессе Риз, Шоу и Финч сталкиваются с группировкой Братство, которые охотятся за детьми. |    |                                                |                    |                                     |                   |                        |
| 73 | 5  | «Пророки» «Prophets»                           | Кеннет Финк        | Лукас О'Коннор                      | 21 октября 2014   | 9.40                   |
| «Самаритянин» всё больше вмешивается в жизнь людей, пытаясь увеличить своё влияние и на политической арене. Новым номером становится Саймон Ли, аналитик предвыборного штаба одного из кандидатов в губернатора штата. «Самаритянин» хочет устранить Саймона, так как у него есть факты, которые указывают на фальсификацию выборов. Команде нужно его защитить. |    |                                                |                    |                                     |                   |                        |
| 74 | 6  | «Притворщики» «Pretenders»                     | Стивен Сёрджик     | Эшли Гейбл                          | 28 октября 2014   | 9.72                   |
| Риз и его коллеги пытаются уберечь липового детектива от смерти, а Финч тем временем отбывает на конференцию в Гонконг. |    |                                                |                    |                                     |                   |                        |
| 75 | 7  | «Воровская честь» «Honor Among Thieves»        | Сильвен Уайт       | Дэвид Слэк                          | 11 ноября 2014    | 9.11                   |
| Шоу присоединяется к команде международных воров, чтобы не выпускать из виду очередной номер, но неожиданный поворот событий подвергает её риску быть обнаруженной «Самаритянином». А в это время Финч и Рут совершают опасную диверсию. |    |                                                |                    |                                     |                   |                        |
| 76 | 8  | «Точка отсчёта» «Point of Origin»              | Ричард Дж. Льюис   | Тони Камерино                       | 18 ноября 2014    | 9.87                   |
| Риз на время становится инструктором в Полицейской академии Нью-Йорка, чтобы следить за девушкой — подающим надежды офицером, действия которой вызывают сомнение в её истинных мотивах. Тем временем агент Мартина, вооруженная информацией от «Самаритянина», ведёт охоту на одного из членов команды Машины. |    |                                                |                    |                                     |                   |                        |
| 77 | 9  | «Дьявол, которого знаешь» «The Devil You Know» | Ричард Дж. Льюис   | Эрик Маунтин                        | 25 ноября 2014    | 9.04                   |
| Риз должен спасти Элайаса от «Братства». Рут и Шоу ему в этом деле не помощники, так как прикрытие Шоу было обнаружено, а Рут помогает ей пробраться в убежище. |    |                                                |                    |                                     |                   |                        |
| 78 | 10 | «Холодная война» «The Cold War»                | Майкл Оффер        | Аманда Сигел                        | 16 декабря 2014   | 8.94                   |
| «Самаритянин» демонстрирует свою настоящую силу, на 48 часов вызвав в Нью-Йорке рост уровня преступности с целью выманить из убежища команду Машины. |    |                                                |                    |                                     |                   |                        |
| 79 | 11 | «Если-Тогда-Иначе» «If-Then-Else»              | Крис Фишер         | Дениз Те                            | 6 января 2015     | 10.08                  |
| «Самаритянин» запускает в систему биржевого рынка вирус, который грозит подорвать всю глобальную экономику. Финч и остальные агенты Машины отправляются в здание биржи, чтобы предотвратить обвал рынка. Агенты Грира пытаются им помешать, используя ресурсы «Самаритянина». |    |                                                |                    |                                     |                   |                        |
| 80 | 12 | «Control-Alt-Delete» «Control-Alt-Delete»      | Стивен Сёрджик     | Энди Каллахан                       | 13 января 2015    | 10.16                  |
| Команда Машины ищет Шоу, о судьбе которой после перестрелки в здании биржи ничего не известно. Для этого Рут и Риз похищают Центр, чтобы выпытать местонахождение Самины. Попутно Центру открывают глаза на ситуацию с «Самаритянином». |    |                                                |                    |                                     |                   |                        |
| 81 | 13 | «Пропавшая без вести» «M.I.A.»                 | Кевин Брэй         | Лукас О'Коннор                      | 3 февраля 2015    | 9.19                   |
| Поиски Шоу приводят Рут и Риза в маленький идиллический городок на севере штата Нью-Йорк, где всё не так идеально, как кажется на первый взгляд. Тем временем Фаско объединяется с номером, который уже проходил по одному из предыдущих дел. |    |                                                |                    |                                     |                   |                        |
| 82 | 14 | «Виновен» «Guilty»                             | Кейт Вудс          | Дэвид Слэк                          | 10 февраля 2015   | 9.53                   |
| Финч получает вызов в суд для участия в жюри присяжных. В ходе судебного процесса он начинает подозревать, что один из присяжных пытается склонить остальных членов жюри к определённому решению. Тем временем Риз начинает проявлять романтический интерес к своему психотерапевту Айрис. |    |                                                |                    |                                     |                   |                        |
| 83 | 15 | «Вопросы и ответы» «Q&A»                       | Стивен Семел       | Дэн Дитц                            | 17 февраля 2015   | 9.17                   |
| Риз старается защитить девушку-программиста, которая ведёт таинственную двойную жизнь, из-за чего не вполне понятно, с какой стороны ждать опасности. Тем временем юная хакер Клэр Махоуни, которую Финч пытался вытащить из лап «Самаритянина», связывается с ним и просит о помощи. |    |                                                |                    |                                     |                   |                        |
| 84 | 16 | «Косяк» «Blunt»                                | Фредерик И. О. Туа | Аманда Сигел и Грег Плэджмен        | 24 февраля 2015   | 9.63                   |
| Следующим номером, который Финч получает от «Машины», является девушка по имени Харпер Роуз, на первый взгляд — обычная студентка колледжа. Финч и Риз считают, что номер Харпер выпал, поскольку она работает в медицинском центре марихуаны при кампусе. В ходе расследования выясняется, что Харпер Роуз ведёт очень загадочный и рискованный образ жизни, а угроза исходит от «Братства». Между тем Рут получает от «Машины» новое задание: создать мощное приложение, чтобы привлечь внимание определённых людей. |    |                                                |                    |                                     |                   |                        |
| 85 | 17 | «Карма» «Karma»                                | Крис Фишер         | Хиллари Бенефил и Сабир Пирзада     | 10 марта 2015     | 8.67                   |
| Финч и Риз стараются защитить психоаналитика, нетрадиционные методы терапии которого могут дорого ему обойтись. Параллельная сюжетная линия показывает душевные переживания Финча после взрыва на пароме, который стал причиной гибели его лучшего друга — Нэйтана Ингрэма. |    |                                                |                    |                                     |                   |                        |
| 86 | 18 | «Отмена» «Skip»                                | Хелен Шейвер       | Эшли Гейбл                          | 24 марта 2015     | 9.15                   |
| В этом эпизоде Ризу приходится защищать девушку по имени Франческа Уэллс — самую настоящую охотницу за головами, которую совершенно не смущает угроза её жизни при погоне за целью. Финч тем временем собирается осуществить свой план по внедрению вируса в Самаритянина, начатый им несколько месяцев тому назад в Гонконге. Однако Рут пытается ему помешать. |    |                                                |                    |                                     |                   |                        |
| 87 | 19 | «Найти и уничтожить» «Search and Destroy»      | Стивен Сёрджик     | Зак Шварц                           | 7 апреля 2015     | 8.67                   |
| Финч и Риз борются за жизнь Салеймана Кана – генерального директора компании по разработке программного обеспечения. После целенаправленной хакерской атаки Самаритянином жизнь Кана становится всеобщим достоянием, и он готов пойти на все, чтобы выяснить причину, при этом подвергая себя смертельной опасности. Финч, Риз и Рут находят место откуда совершалось нападение - подземный бункер в лесу, принадлежавший компании Кана. Внутри бункера Финч выясняет, что используя технологии и ресурсы компании Кана Самаритянин ищет Машину.                                                                                   |    |                                                |                    |                                     |                   |                        |
| 88 | 20 | «Терра инкогнита» «Terra Incognita»            | Олрик Райли        | Эрик Маунтин и Мелисса Скривнер Лав | 14 апреля 2015    | 9.21                   |
| Риз хочет почтить память Картер, расследуя незаконченное ей когда-то дело Чейза Патерсона. 7 лет назад семья Чейза была убита и полиция подозревала его, но Чейз уехал из страны. Расследуя убийство Риз находит Чейза в своем доме, где когда-то была убита его семья. Пытаясь его допросить в Риза стреляет сводный брат Чейза, который хотел отомстить за свою мать. Когда-то давно отец Чейза Патерсона бросил жену и маленького сына и ушел к другой. Пытаясь закопать тело Риза брат Чейза отвлекается и Риз убивает его. |    |                                                |                    |                                     |                   |                        |
| 89 | 21 | «Психушка» «Asylum»                            | Фредерик И. О. Туа | Дениз Те и Энди Каллахан            | 28 апреля 2015    | 8.45                   |
| Риз и Фаско оказываются втянутыми в войну между Домиником и Элайасом. Центр арестовывает агента Самаритянина от которой узнает что, скоро намечается глобальная операция "Искупление". Тем временем Финч и Рут отправляются в предполагаемое место пребывания Шоу - городскую психбольницу, рискуя попасть в ловушку «Самаритянина». Проникнув в психбольницу Рут узнает, что там развернут командный центр Самаритянина. Рут и Финча берут в плен агенты Самаритянина и пытаются выпытать местоположение Машины. В самый последний момент Машина выходит на связь и предлагает обменять жизнь Рут и Финча на свое местоположение. |    |                                                |                    |                                     |                   |                        |
| 90 | 22 | «Яхве» «YHWH»                                  | Крис Фишер         | Дэн Дитц и Грег Плэджмен            | 5 мая 2015        | 8.18                   |
| Финч и Рут спешат спасти «Машину», местонахождение которой стало известно «Самаритянину» - энергетическая система страны. Фаско арестовывает Доминика и Элайса, но во время сопровождения в полицейский участок происходит нападение на машину и убийство Доминика. Элайсу удается бежать. Финчу, Ризу и Рут удается сохранить исходный код машины перед её смертью. Центр выясняет цель "Искупления" - ликвидация девиантов, мешающих его работе. |    |                                                |                    |                                     |                   |                        |

### Сезон 5 (2016)
| № | #  | Название                                               | Режиссёр           | Сценарист                     | Дата показа в США | Зрители США (миллионы) |
| --- | -- | ------------------------------------------------------ | ------------------ | ----------------------------- | ----------------- | ---------------------- |
| 91 | 1  | «Синий экран смерти» «B.S.O.D.»                        | Крис Фишер         | Грег Плэджмен и Тони Камерино | 3 мая 2016        | 7.35                   |
| Риз и Финч пытаются спасти исходный код машины, прежде чем он станет не ремонтопригоден. Кроме того, Рут борется за свою жизнь против натиска агентов «Самаритянина». Фаско сталкивается с трудными вопросами после гибели Доминика и Элайаса. Однако его признают героем, застрелившим преступников при побеге. |    |                                                        |                    |                               |                   |                        |
| 92 | 2  | «Ситуация нормальная, всё летит к чертям» «SNAFU»      | Крис Фишер         | Лукас О'Коннор                | 9 мая 2016        | 5.80                   |
| Машина испытывает сбой во время перезагрузки, передавая Ризу и Фаско номера десятков людей, на самом деле не относящихся к совершаемым преступлениям. А также блокирует Финча и Рут после их идентификации, найдя в них угрозу и основываясь на их прошлом агрессивном поведении. Финч находит причину блокировки - Машина не имела привязки ко времени и устраняет этот баг. После уговоров Рут Финч соглашается сделать Машину открытой чтобы противостоять Самаритянину.                                                                                       |    |                                                        |                    |                               |                   |                        |
| 93 | 3  | «Сказать по правде» «Truth Be Told»                    | Стивен Сёрджик     | Эрик Маунтин                  | 10 мая 2016       | 7.34                   |
| Прошлое и настоящее сталкиваются, когда последний номер команды расследует смерть своего брата, которого убил ... Риз, когда работал на ЦРУ. |    |                                                        |                    |                               |                   |                        |
| 94 | 4  | «6 741» «6,741»                                        | Крис Фишер         | Дениз Те и Лукас О'Коннор     | 16 мая 2016       | 5.30                   |
| Шоу сбегает от своих тюремщиков, но команда Машины не уверена в психологическом состоянии Самин, когда та начинает совершать рискованные и необдуманные поступки. |    |                                                        |                    |                               |                   |                        |
| 95 | 5  | «Локатор выстрелов» «ShotSeeker»                       | Майя Врвильо       | Энди Каллахан                 | 17 мая 2016       | 6.97                   |
| Риз защищает аналитика нью-йоркской полиции по имени Итан Гарвин, который работает с очень сложной акустической системой наблюдения под названием "ShotSeeker", предназначенной для обнаружения выстрелов в любой точке города. Кроме того, Ризу и Фаско угрожает Брюс Моран, близкий друг Элаиса, который хочет выяснить обстоятельства его гибели и отомстить за смерть своего друга. Тем временем Финч и Рут проектируют серию эмуляций в клетке Фарадея между фрагментами кода Машины и Самаритянина, чтобы дать Машине возможность изучить код Самаритянина. |    |                                                        |                    |                               |                   |                        |
| 96 | 6  | «Более совершенный союз» «A More Perfect Union»        | Олрик Райли        | Мелисса Скривнер Лав          | 23 мая 2016       | 5.49                   |
| Машина отправляет Финча и Риза на свадьбу, чтобы защитить жениха и невесту перед их бракосочетанием. Тем временем Фаско теряет терпение из-за того, что команда Машины держит его в неведении, и берет на себя расследование череды дел о пропаже людей. |    |                                                        |                    |                               |                   |                        |
| 97 | 7  | «Радиообмен» «QSO»                                     | Кейт Вудс          | Хиллари Бенефил               | 24 мая 2016       | 5.33                   |
| Рут под прикрытием отправляется на радиостанцию, чтобы защитить ведущего передачи о теориях заговора, наткнувшегося на информацию, которая может привести к его гибели. Также агенты Самаритянина пытаются убедить члена команды, что они преследуют благородные цели. |    |                                                        |                    |                               |                   |                        |
| 98 | 8  | «Рекомбинация» «Reassortment»                          | Кеннет Финк        | Тони Камерино                 | 24 мая 2016       | 4.92                   |
| Риз и Финч оказываются запертыми в больнице, которая становится эпицентром смертельной вирусной вспышки. Также у нового рекрута Самаритянина появляются сомнения, а у Шоу по-прежнему проблемы с реальностью. |    |                                                        |                    |                               |                   |                        |
| 99 | 9  | «Тихий голос» «Sotto Voce»                             | Марго Лулик        | Сабир Пирзада                 | 30 мая 2016       | 5.49                   |
| Таинственный преступный ум, известный как "Голос", возвращается и устраивает ловушку для Риза и Фаско в их собственном участке вместе с вооруженными членами банд и последним номером. Также Рут делает шокирующее открытие. |    |                                                        |                    |                               |                   |                        |
| 100 | 10 | «День, когда уходит мир» «The Day The World Went Away» | Фредерик И. О. Туа | Энди Каллахан                 | 31 мая 2016       | 6.66                   |
| Выпадает номер Финча, когда фатальная ошибка приводит к раскрытию его личности и растущей серии стычек с оперативниками Самаритянина. При попытке его защитить погибают Элайас и Рут. Машина выбирает себе голос и начинает разговаривать со своими агентами. Финч решает, что не может рисковать жизнью друзей и решает действовать в одиночку. |    |                                                        |                    |                               |                   |                        |
| 101 | 11 | «Синекдоха» «Synecdoche»                               | Тим Мэтисон        | Джейси Хелдрик и Джош Браун   | 7 июня 2016       | 6.36                   |
| Команда должна раскрыть заговор и быть впереди Секретной Службы, когда новым номером становится Президент США. Финч отделившийся от команды, решает принять радикальные меры по борьбе с Самаритянином - крадет опаснейший вирус "ICE-9". |    |                                                        |                    |                               |                   |                        |
| 102 | 12 | «.exe» «.EXE»                                          | Грег Плэджмен      | Грег Плэджмен и Эрик Маунтин  | 14 июня 2016      | 6.27                   |
| Пока Риз и Шоу бегут по следу Финча, он проникает в максимально защищённое государственное учреждение - с вирусом, который может уничтожить как Самаритянина, так и Машину. |    |                                                        |                    |                               |                   |                        |
| 103 | 13 | «Успешное завершение процедуры» «return 0»             | Крис Фишер         | Джонатан Нолан и Дениз Те     | 21 июня 2016      | 6.51                   |
| Вирус активирован. Финч, Риз, Фаско и Шоу должны помочь Машине сделать свою резервную копию и не допустить, чтобы то же самое сделал Самаритянин. Местом резервной копии стал спутник, который не подвержен атаке вируса. В попытке сделать резервную копию Риз жертвует собой. Самаритянин и Машина уничтожены, но последняя восстанавливается из резервной копии. Финч возвращается к Грейз Хендрикс. Восстановленная Машина начинает работать с Шоу. |    |                                                        |                    |                               |                   |                        |